# Åsum Herred
Åsum Herred var et herred i Odense Amt. Herredet hørte indtil 1662 til Odensegård Len, og derefter Odensegård Amt indtil det ved reformen af 1793 blev en del af Odense Amt.
I herredet ligger følgende sogne:
- Allerup Sogn
- Davinde Sogn
- Fraugde Sogn
- Højby Sogn
- Nørre Lyndelse Sogn
- Nørre Søby Sogn
- Rolfsted Sogn
- Rønninge Sogn
- Seden Sogn
- Sønder Nærå Sogn
- Åsum Sogn